# 大分市美術館

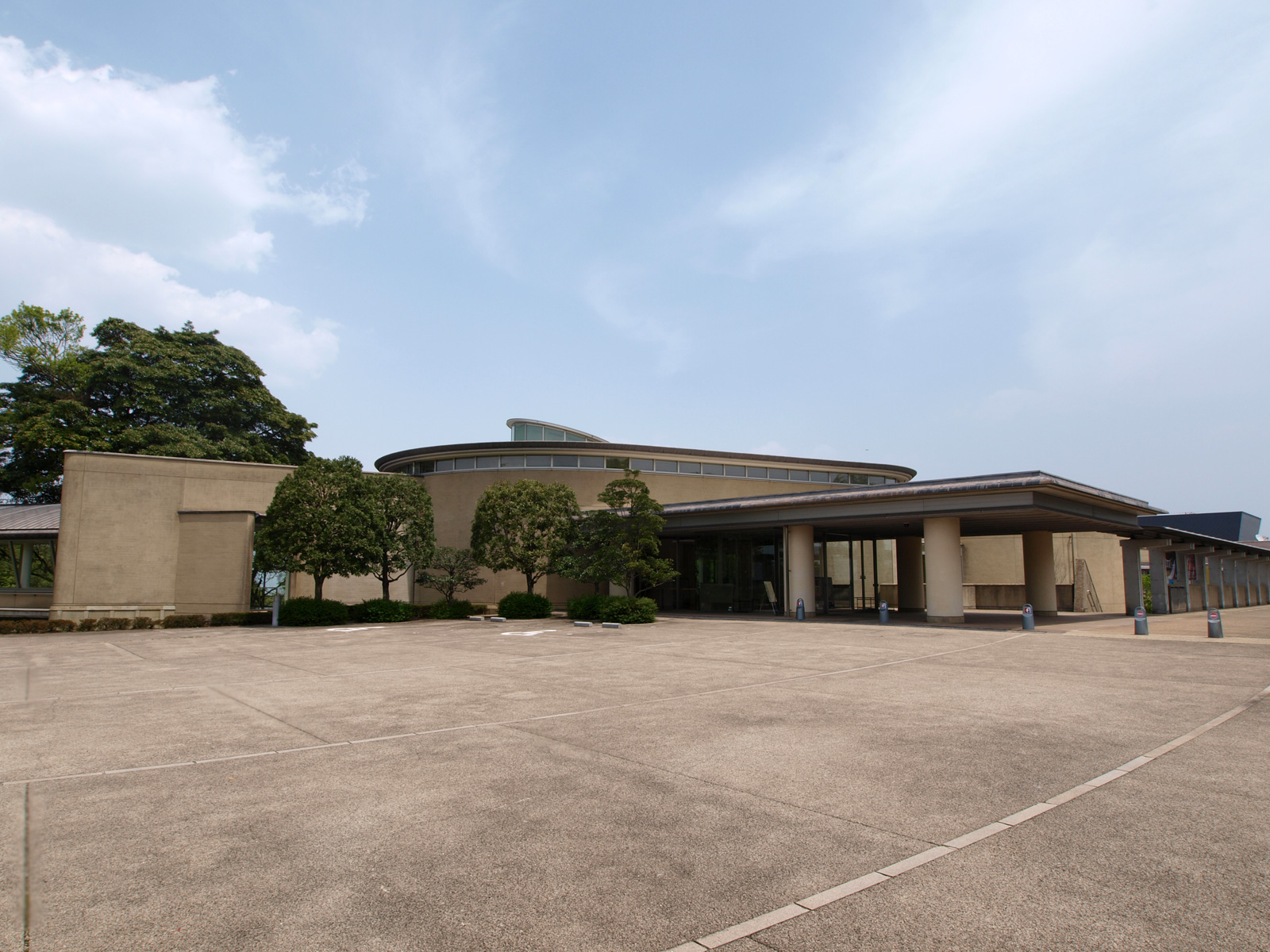

大分市美術館（日语：大分市美術館、おおいたしびじゅつかん）是位於日本大分縣大分市的一座由大分市運營的美術館。這座美術館開館於1999年2月17日。美術館主要收藏和大分縣級大分市有關的美術家的作品。

## 外部連結
- 大分市美術館 （页面存档备份，存于）